# Alan Reeve
Alan Reeve (1948) was een patiënt in de beveiligde psychiatrische instelling Broadmoor in Engeland; hij was hiernaartoe gestuurd nadat hij in 1964 een vriend had vermoord toen ze allebei 15 jaar oud waren. In 1981 ontsnapte hij en dook een jaar onder. 6 augustus 1982 vermoordde hij na een winkeldiefstal in een drankwinkel de Amsterdamse hoofdagent Jaap Honingh waarvoor hij een gevangenisstraf van 15 jaar kreeg. In de gevangenis studeerde hij politicologie. In 1992 kwam hij voorwaardelijk vrij. Hij werd bestuurslid van de Coornhert Liga. Nederland weigerde hem uit te leveren aan Engeland; Hierna woonde hij 5 jaar in Ierland tot hij daar werd gearresteerd in 1997. Hij werd nog 5 maanden in Broadmoor vastgehouden voordat er besloten werd dat hij niet langer een dreiging voor de gemeenschap was.